# Vincent Chin
Vincent "Randy" Chin (ur. 3 października 1937 w Kingston, zm. 2 lutego 2003 w Fort Lauderdale) – jamajski producent muzyczny, założyciel studia nagraniowego Studio 17 oraz wytwórni muzycznej VP Records, światowego potentata na rynku muzyki karaibskiej.

## Życiorys
Urodził się w Kingston jako syn stolarza, który wyemigrował z Chin w latach 20. XX wieku, by po kilku latach spędzonych w Hawanie osiąść na stałe na Jamajce. W roku 1954 młody Vincent najął się do pracy u Isaaca Issy, jamajskiego biznesmena o syryjskich korzeniach. Jego zadaniem było serwisowanie szaf grających w należących do Issy barach w różnych miejscach wyspy. Gdy wymieniał nagrania w urządzeniach na nowsze, nie wyrzucał używanych winyli, lecz postanowił je gromadzić. Uzbierane w ten sposób zapasy płyt, najczęściej z amerykańskim R&B, stały się dla niego inspiracją do otwarcia w 1958 roku własnego sklepu z nagraniami na rogu ulic Tower i East Street. Nadał mu nazwę "Randy's Records", na cześć podobnego sklepu w Tennessee, będącego sponsorem jego ulubionej nocnej audycji radiowej z muzyką R&B (wkrótce również sam przyjął przydomek "Randy"). Nie zrezygnował jednocześnie z pracy dla Issy, a w prowadzeniu interesu pomagała mu żona, Patricia. Z końcem lat 50. zdecydował się spróbować swoich sił jako producent – brał udział m.in. w powstawaniu wydanego przez Island Records przeboju Lorda Creatora pt. "Independent Jamaica". Współpracował z pionierami muzyki ska, zespołami Toots & The Maytals oraz The Skatalites, był także producentem singli takich artystów jak John Holt, Jackie Opel, Basil Gabbidon czy duety Bunny & Skitter oraz Alton & Eddy (czyli Alton Ellis i Eddy Perkins).
W roku 1961 postanowił przenieść sklep bliżej centrum miasta – w tym celu wynajął lokal po dawnej lodziarni przy 17 North Parade. Po kilku latach stać go było na wykupienie budynku, by pod koniec 1968 roku otworzyć na górnym piętrze własne studio nagraniowe, Studio 17, dziś znane jako jedno z tych miejsc, w których rodziła się historia muzyki reggae. To właśnie tam w latach 1970-71 Lee "Scratch" Perry rejestrował sesje Boba Marleya, debiutancką płytę nagrał Augustus Pablo, a swoje albumy nagrywali m.in. Gregory Isaacs, Dennis Brown i Burning Spear. 
Niepokoje polityczne skłoniły Vincenta do opuszczenia wyspy. W 1975 roku zamknął studio i wraz z żoną i dziećmi przeniósł się do Nowego Jorku, gdzie wkrótce wspólnie otworzyli na Brooklynie nowy sklep z nagraniami, tym razem pod nazwą VP Records (od pierwszych liter imion państwa Chin). Cztery lata później zdecydowali się przenieść siedzibę sklepu na ulicę Jamaica Avenue w okręgu Queens. Biznes okazał się strzałem w dziesiątkę, a wraz ze wzrostem sprzedaży państwo Chin stopniowo rozszerzali swoją działalność, by w roku 1993 pod szyldem VP Records otworzyć własną wytwórnię muzyczną. Dziś jest ona największym na świecie wydawcą albumów z muzyką karaibską.
Na początku XXI wieku rodzina Chinów przeprowadziła się raz jeszcze, do Fort Lauderdale na Florydzie. W Miramar Vincent otworzył drugi w Stanach Zjednoczonych oddział VP Records, po czym przeszedł na emeryturę, przekazując prowadzenie wytwórni synom: Chrisowi, Clive'owi i Randy'emu oraz córce Angeli. Zmarł w domu, 2 lutego 2003 roku, na skutek powikłań związanych z cukrzycą.